# Hiver islamiste

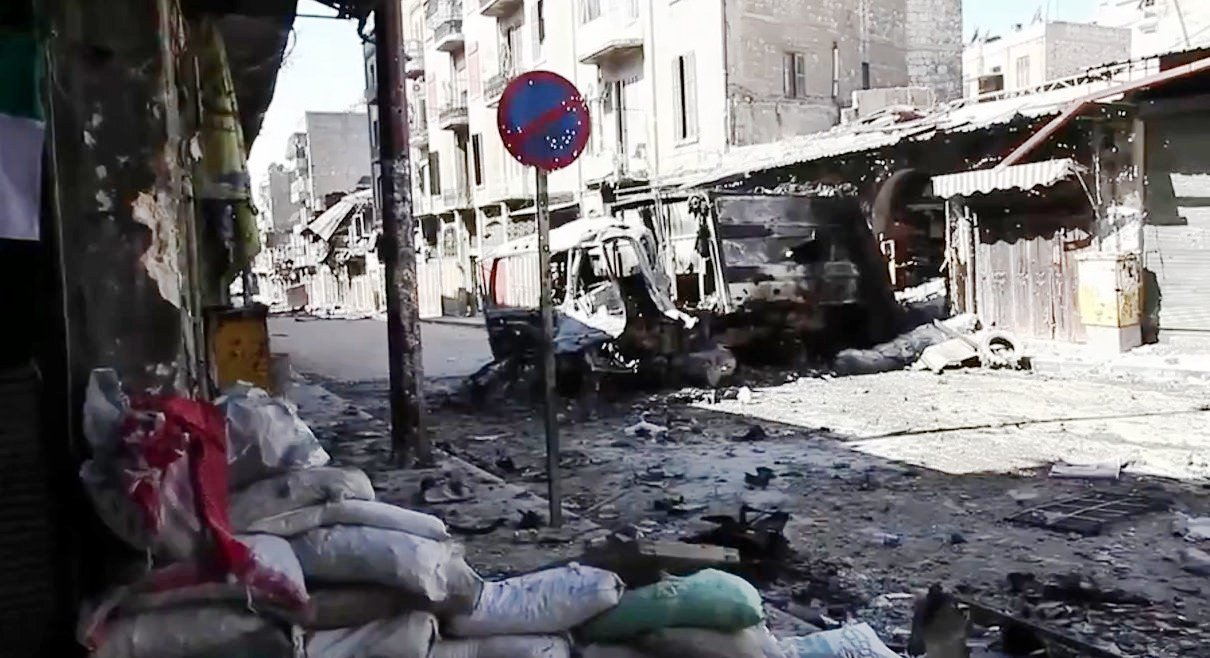
Véhicules bombardés à Alep lors de la Guerre civile syrienne en 2012 pendant l'hiver islamique.

L'Hiver islamiste est la période de troubles qui suit les mouvements de révolte du Printemps arabe. Les termes d'hiver arabe, hiver islamique ou hiver djihadiste sont aussi utilisés.

## Usage du terme
Le terme est généralement utilisé dans les médias occidentaux pour marquer la crainte, puis pour désigner le fait, que les révolutions dans les pays arabes n'ont pas débouché sur l'instauration de démocraties libérales mais ont permis l'arrivée au pouvoir de partis jugés théocratiques ou se poursuivent par de véritables guerres civiles favorisant la montée en puissance de groupes djihadistes,,,,. L'usage de ce terme (tout comme celui de « Printemps arabe ») est critiqué par Mathieu Guidère qui y voit une « mode médiatique eurocentrique ». La distinction entre un « printemps » et un « hiver » est également discutée, compte tenu du fait que le Printemps des peuples, auquel le Printemps arabe a été comparé, n'a pas fondamentalement remis en cause l'ordre européen issu du  congrès de Vienne. De même le manque de recul historique est également pointé par des analystes qui comparent parfois la période de l'« hiver islamiste » à la Terreur qui ne marque pas la fin de la Révolution française mais seulement une étape,.
Le philosophe et ancien ambassadeur de la Tunisie auprès de l’UNESCO, Mezri Haddad, emploie le terme « hiver islamiste » par exemple dans l'article « L’hiver sera-t-il islamiste ? », dès le 1er octobre 2011, dans une analyse publiée par la Tribune de Genève. « Printemps arabe ou hiver islamiste », s’interrogeait-il à nouveau dans son article du 19 octobre 2011. Dans une interview accordée au quotidien français France-Soir le 11 novembre 2011, il reprend exactement le même titre interrogatif : « Printemps arabe ou hiver islamiste ». À partir de 2013 et jusqu’à aujourd’hui, cette formule a fait des émules. L’hebdomadaire Le Point, qui était pourtant très favorable au « printemps arabe », comme l’ensemble des médias français et occidentaux en général, l’utilise dans un long article. En 2013, un conseiller controversé de Donald Trump, le libano-américain Walid Phares, se sert de la même formule pour titrer son livre Du printemps arabe… à l’automne islamiste ?.
Dans une analyse publiée par le quotidien Les Échos et reprise par le prestigieux Institut Montaigne, le politologue Dominique Moïsi reprend exactement la même formule : « Du printemps arabe à l’hiver islamique ». Dans un éditorial du Point, l’avocat et essayiste Nicolas Baverez reprend exactement le même titre sans citer son origine.

## Arrivée au pouvoir de partis islamistes
En Tunisie, la révolution se termine par l'élection d'une Assemblée constituante dont la première force est le parti islamiste Ennahdha. En conséquence Hamadi Jebali devient chef du gouvernement. Les assassinats de Chokri Belaïd et de Mohamed Brahmi par des djihadistes ainsi que l'échec du gouvernement sur le plan économique aboutissent toutefois à la défaite d'Ennahdha lors des élections législatives de 2014. Bien que la transition démocratique soit globalement considérée comme une réussite, la Tunisie est régulièrement la cible d'attaques de groupes djihadistes, à l'exemple de l'attaque du musée du Bardo et de l'attentat de Sousse.
En Égypte, la révolution entraine également des élections (législatives et présidentielle) dont le Parti Liberté et Justice, vitrine politique des Frères musulmans, sort vainqueur. Mohamed Morsi devient alors président mais la tension demeure vive entre les islamistes d'une part, les laïcs, les minorités religieuses et l'armée d'autre part. Un coup d'État se produit finalement le 3 juillet 2013 et le maréchal Abdel Fattah al-Sissi prend le pouvoir. La situation en Égypte est analysée comme un retour au statu quo avec une nouvelle dictature militaire qui réprime indistinctement islamistes et démocrates sans empêcher les exactions contre les chrétiens et les non-croyants,,.

## Guerres civiles
En Syrie, les mouvements de protestation conduisent à une guerre civile. Bien que meurtrière, elle n'a pas permis la chute de Bachar el-Assad qui reste le seul dirigeant des pays ou les troubles liés au « Printemps arabe » ont pris de l'ampleur à être toujours au pouvoir en 2015.
En Libye, la première guerre civile se termine par la mort de Mouammar Kadhafi mais les différents groupes révolutionnaires ne parviennent pas à assurer la transition ce qui aboutit à une seconde guerre civile.
Au Yémen, la révolution force le président Ali Abdallah Saleh à quitter le pouvoir. Son départ renforce l'insurrection houthiste, en cours depuis 2004, dont la progression conduit finalement au déclenchement d'une guerre civile.

## Interventions internationales
L'instabilité a permis l'émergence et l'implantation de groupes djihadistes tels qu'Al-Qaïda ou l'État islamique dans les pays en proie à la guerre civile, ce qui entraîne la formation d'une coalition internationale dans le but d'endiguer leur progression.
La rivalité régionale entre l'Arabie saoudite (et dans une certaine mesure le Qatar et la Turquie) et l'Iran, doublée d'une rivalité religieuse entre sunnites et chiites, conduit également à des interventions de ces États, à l'exemple de l'opération Tempête décisive menée au Yémen,.